# I liga paragwajska w piłce nożnej (1945)
Mistrzem Paragwaju został klub Club Libertad, natomiast wicemistrzem Paragwaju - Cerro Porteño.
Mistrzostwa rozegrano systemem każdy z każdym mecz i rewanż. Najlepszy w tabeli klub został mistrzem Paragwaju.
Z ligi nikt nie spadł i nikt nie awansował.

## Primera División

### Kolejka 18
| Mecz                              |
| --------------------------------- |
| Club Libertad - Cerro Porteño 5:0 |

### Tabela końcowa sezonu 1945
| Poz | Klub                  | Mecze | Zw | Rem | Por | Pkt | BrZd | BrStr |
| --- | --------------------- | ----- | -- | --- | --- | --- | ---- | ----- |
| 1   | Club Libertad         | 18    | 13 | 1   | 4   | 27  | 58   | 31    |
| 2   | Cerro Porteño         | 18    | 11 | 2   | 5   | 24  | 40   | 31    |
| 3   | Club Presidente Hayes | 18    | 8  | 4   | 6   | 20  | 41   | 32    |
| 4   | Club Sol de América   | 18    | 9  | 2   | 7   | 20  | 39   | 33    |
| 5   | Club Olimpia          | 18    | 8  | 4   | 6   | 20  | 38   | 34    |
| 6   | Club Nacional         | 18    | 7  | 4   | 7   | 18  | 35   | 27    |
| 7   | Club Guaraní          | 18    | 9  | 0   | 9   | 18  | 43   | 42    |
| 8   | Atlántida SC          | 18    | 5  | 2   | 11  | 12  | 33   | 50    |
| 9   | Sportivo Luqueño      | 18    | 5  | 1   | 12  | 11  | 32   | 51    |
| 10  | Club River Plate      | 18    | 4  | 2   | 12  | 10  | 31   | 59    |

## Klasyfikacja strzelców w sezonie 1945
| Gole | Piłkarz        | Klub          |
| ---- | -------------- | ------------- |
| 18   | Porfirio Rolón | Club Libertad |